# Asura flagrans
Asura flagrans là một loài bướm đêm thuộc phân họ Arctiinae, họ Erebidae.